# Perudyptes devriesi
Perudyptes devriesi är en utdöd fågel i familjen pingviner inom ordningen pingvinfåglar. Den beskrevs 2007 utifrån fossila lämningar från eocen funna i Peru.